# Revolverkanon

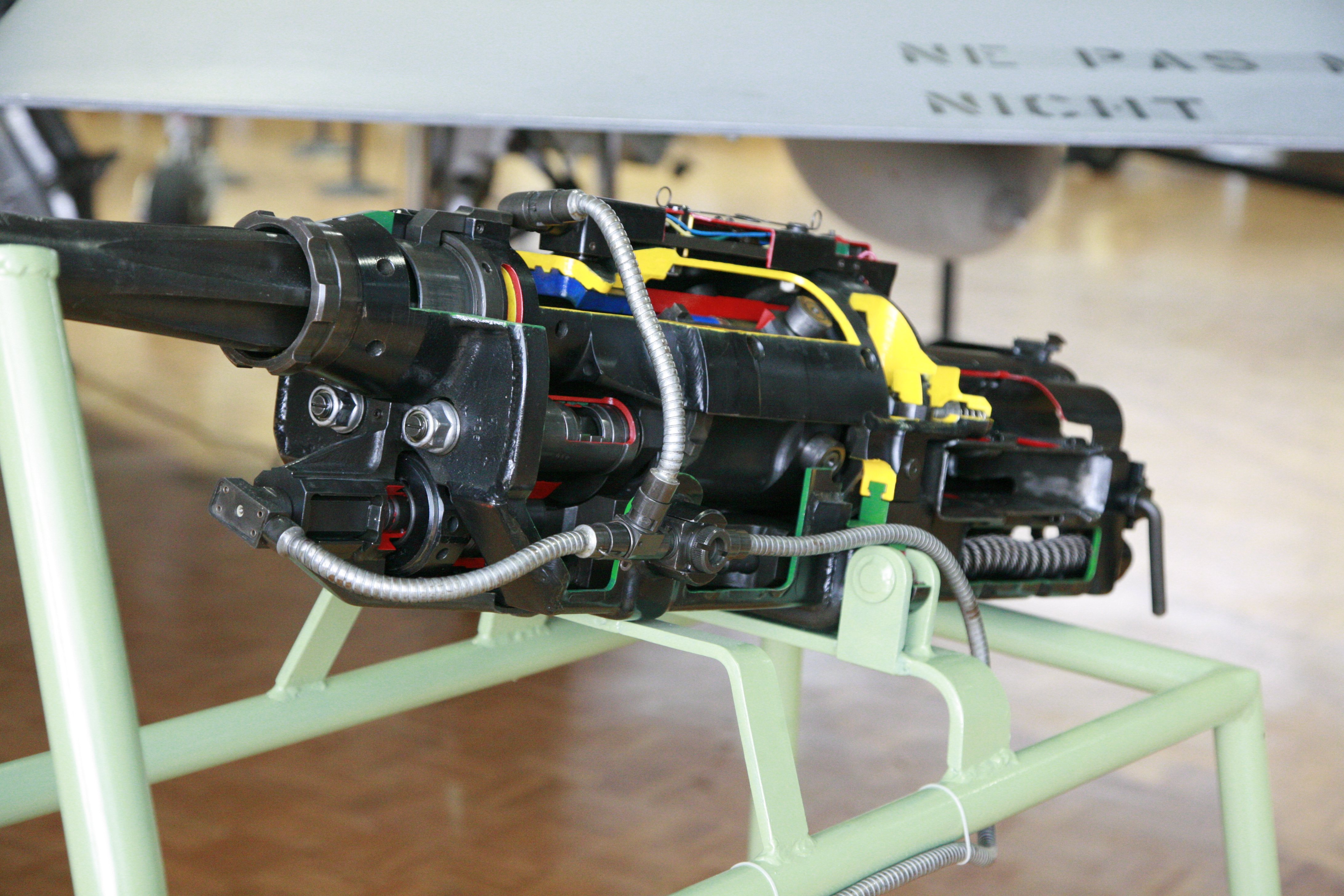
30 mm DEFA 552 uppskuren som undervisningsmodell

Revolverkanon är en typ av automatkanon som är vanlig som beväpning på stridsflygplan, då vapentypen kännetecknas av en hög momentan eldhastighet. Likt en revolver så har revolverkanonen en pipa och en roterande trumma med flera patronlägen bakom pipan. Syftet med trumman är att öka eldhastigheten genom att separera de moment som krävs för att avfyra ett skott i rummet istället för att som i vanliga mekanismer separera momenten i tiden. Istället för att i en sekvens mata in patronen i patronläget, föra fram och regla slutstycket, avfyra och sedan dra ut tomhylsan så utförs alla delar av sekvensen samtidigt men i de separata patronlägena i trumman. Funktionssättet liknar Gatlingkanonen men genom att endast trumman behöver varvas upp jämfört med ett tyngre paket med flera pipor så når revolverkanonen sin maximala eldhastighet snabbare än gatlingkanonen. Genom att revolverkanonen bara har en pipa så blir den betydligt lättare än en motsvarande gatlingkanon men samtidigt så kan den inte klara lika höga maximal eldhastighet på grund av värmeuppbyggnaden i pipan.

## Historia
Mauser MG 213 var en automatkanon med hög eldhastighet som utvecklades för Luftwaffe under andra världskriget men som aldrig hann tas i bruk under kriget. Denna kom att utgöra grunden för alla europeiska och amerikanska konstruktioner av revolverkanoner.